# Jacques Denoël (dessinateur)
Pour les articles homonymes, voir Denoël.
Jacques Denoël, né le 24 mars 1963 à Tilff (province de Liège), est un dessinateur réaliste belge de bande dessinée. Il anime les séries Arno où il succède à André Juillard, et Les Déesses et dessine plusieurs albums des Voyages d'Alix.

## Biographie
Jacques Denoël naît le 24 mars 1963 à Tilff, Esneux, en province de Liège,. Il grandit près de ses 5 frères et 3 sœurs. Dès son enfance, il est animé par des passions artistiques : le dessin, la peinture et la bande dessinée, qu'il dévore. De 7 à 12 ans, il fait partie d'une chorale de petits chanteurs de Stembert qui, chaque année, sillonne la France pendant deux semaines. Ce qui se révèle une expérience enrichissante. À la fin de ses études de mécanicien, il décide changer d'orientation et de suivre les cours de graphisme et illustration à l'Académie royale des beaux-arts de Liège. Au début, il commence par publier des histoires courtes pour la revue Le Trait d'Union de Spa Monopole. La tâche est ardue, car ce sent toujours des histoires d'eaux à réaliser dans des délais très courts. Aimant l'histoire de l'art, il suit en plus de ceux de l'Académie, des cours en élève libre à l'Université de Liège. En 1986, il publie dans des fanzines de bande dessinée. En 1988, il réussit sa dernière année à l'Académie et, il se lance dans le projet d'un album qui doit paraître dans Pourquoi Pas ?. Le projet n'aboutit pas, ce qui lui fait perdre un an de travail. Pour compenser cet échec, il réalise une exposition de photos aux Chiroux de Liège dont le thème est « Le portrait du commerçant liégeois ». En 1989, il commence le projet d'un album qu'il espère être accepté par un éditeur en 1990. Entre-temps, il réalise deux expositions de peinture la première à Soumagne et la seconde à l'Université libre de Bruxelles (ULB) dont le thème est « Les musiciens ». La même année, il devient professeur intérimaire dans différentes écoles. En septembre 1990, son court récit de quatre pages en noir et blanc intitulé : Le Singe noir est publié dans Jet, une revue de bande dessinée des éditions du Lombard. Ensuite, il publie Le Jeu de Kermadec, seul album de la série Les Aventures de Valérie aux éditions Glénat en 1991. Dès 1992, il collabore également au mensuel Je bouquine de Bayard Presse. Denoël avait initialement prévu de créer une suite aux Aventures de Valérie, mais en 1992, il reçoit une offre de travailler avec la légende franco-belge de la bande dessinée Jacques Martin, qu'il accepte. Denoël succède à André Juillard en tant que dessinateur de la série de bande dessinée historique de Martin Arno, pour lequel il adopte un trait proche de celui de Jacques Martin. La bande dessinée relate tous les événements historiques de la Révolution française jusqu'à la fin de l'Empire napoléonien à travers son personnage central, Arno.
Arno est un musicien vénitien qui s'implique dans le mouvement révolutionnaire en 1789 et finit par être recruté dans l'armée de Napoléon Bonaparte. Il dessine trois albums pour cette série, à savoir 18 Brumaire (1994), L'Ogresse (1995) et Chesapeake (1997), après quoi la série a été arrêtée. Denoël aide également Martin avec sa série dérivée d'Alix, une série de livres éducatifs dérivés intitulée Les Voyages d'Alix chez Casterman. Ces livres fournissent des écrits experts d'historiens sur l'Antiquité auxquels Denoël et d'autres assistants de Martin, comme Rafael Moralès, Gilles Chaillet et Pierre de Broche - entre autres - fournissent les illustrations. Denoël a illustré trois tomes sur les costumes anciens (1999-2002), deux sur la civilisation étrusque (2004, 2007) et un album sur la ville de Nîmes (2012).
Jacques Denoël avec le scénariste Michel Pierret créent la série historique Les Déesses, dont deux albums sont publiés dans la collection « Vécu » chez Glénat : La Grande Île en 2005 et Asinée en 2007. Les Déesses se déroule dans les années 1930 et suit deux archéologues, l'ancien professeur Devenc et son élève Mackenzie qui rencontre un jeune couple, Pylos et Asinée qui viennent de la Grèce antique et ont survécu à tous ces siècles.
En outre, Denoël participe à divers albums collectifs dont Flash Back (1995), Carrément Bruxelles (2005) et  Walthéries (2012).
Par ailleurs, Jacques Denoël enseigne à l'Académie royale des beaux-arts de Liège.

### Vie privée
Il demeure à Spa en septembre 1990.

## Œuvres

### Albums de bande dessinée

#### Les Aventures de Valérie
- 1. Le Jeu de Kermadec, Glénat, Grenoble, février 1991
Scénario et dessin : Jacques Denoël - Couleurs : quadrichromie -  (ISBN 2-7234-1316-0)

#### Arno
- 4. 18 brumaire[8],[12], Glénat, Grenoble, 1994
Scénario : Jacques Martin - Dessin : Jacques Denoël - Couleurs : quadrichromie -  (ISBN 2-7234-1586-4)
- 5. L'Ogresse, Glénat, Grenoble, juin 1995
Scénario : Jacques Martin - Dessin : Jacques Denoël - Couleurs : quadrichromie -  (ISBN 2-7234-1724-7)
- 6. Chesapeake[13], Glénat, Grenoble, 1997
Scénario : Jacques Martin - Dessin : Jacques Denoël - Couleurs : quadrichromie -  (ISBN 2-7234-2052-3)

#### Les Déesses
- 1. La Grande Île[10],[14], Glénat, coll. « Vécu », Grenoble, mai 2005
Scénario : Michel Pierret - Dessin et couleurs : Jacques Denoël -  (ISBN 2-7234-4121-0)
- 2. Asinée[11], Glénat, coll. « Vécu », Grenoble, juin 2007
Scénario : Michel Pierret - Dessin : Jacques Denoël - Couleurs : quadrichromie -  (ISBN 978-2-7234-5458-2)

#### Les Voyages d'Alix
- 1999 Le Costume antique tome 1, Jacques Martin (scénario), Jacques Denoël (dessin), Dargaud
- 2000 Le Costume antique tome 2[15], Jacques Martin (scénario), Jacques Denoël (dessin), Casterman  (ISBN 2-203-32919-X)
- 2002 Le Costume antique tome 3[16], Jacques Martin, (scénario), Jacques Denoël (dessin), Casterman
- 2004 Les Étrusques[9],[17] tome 1, Jacques Martin (scénario), Jacques Denoël (dessin), Casterman  (ISBN 2-203-32930-0)
- 2007 Les Étrusques tome 2, Jacques Martin (scénario), Jacques Denoël (dessin), Casterman
- 2012 Nîmes - Le pont du Gard, Éric Teyssier (scénario), Jacques Denoël (dessin et couleur), Casterman

#### Collectifs
- Flash Back[18], Comic! Events, août 1995
Scénario : collectif - Dessin : collectif dont Jacques Denoël - Couleurs : noir et blanc,Ce Flash Back a été réalisé en collaboration avec Bédéciné Illzach et édité à l'occasion du 10e festival BD Coxyde (15 juillet au 6 août 1995) à 1 500 exemplaires numérotés à la main. Rares textes et titres des séries en deux langues : français et flamand. D/1995/6941/06. Format à l'italienne.
- Carrément Bruxelles - Ronduit Brussel, Glénat, coll. « Carrément 20/20 », Grenoble, septembre 2005
Scénario : collectif - Dessin : collectif dont Jacques Denoël - Couleurs : quadrichromie -  (ISBN 2-87176-218-X)
- Folklore wallon en bulles[19], Dricot, Bressoux, février 2010
Scénario : collectif - Dessin : collectif dont Jacques Denoël -  (ISBN 978-2-87095-389-1)
- Walthéries - Les auteurs BD fêtent François Walthéry[20], GPRD, 1 septembre 2012
Scénario : Bruno Gilson - Dessin : Philippe Fenech, Bruno M - Couleurs : quadrichromie -  (ISBN 978-2-9601235-0-0),Tirage à 500 exemplaires. Album anniversaire des 50 ans de carrière de François Walthéry souhaité par d'autres dessinateurs dont Denoël.

### En revues et journaux
- Le Singe noir[21],[5] (4 planches), dans Jet no 7, éditions du Lombard en septembre 1990.

#### Périodiques
- « Jacques Denoël », Jet, Le Lombard, no 7,‎ septembre 1990, p. 50 (ISSN 1146-2728).